# Colonia San Miguel, Nicolás Romero
Colonia San Miguel är en ort i Mexiko, tillhörande kommunen Nicolás Romero i delstaten Mexiko. Colonia San Miguel ligger i den centrala delen av landet och tillhör Mexico Citys storstadsområde. Orten hade 581 invånare vid folkmätningen 2010.